# Gare de Huis Ten Bosch
La gare de Huis Ten Bosch (ハウステンボス駅, Hausutenbosu-eki) est une gare ferroviaire de la ville de Sasebo, dans la préfecture de Nagasaki au Japon. Elle est gérée par la compagnie JR Kyushu et permet de desservir le parc à thème Huis Ten Bosch.

## Situation ferroviaire
La gare est située au point kilométrique (PK) 4,7 de la ligne Ōmura.

## Histoire
La gare a été inaugurée le 10 mars 1992, deux semaines avant l'ouverture du parc.

## Service des voyageurs

### Accueil
La gare dispose d'un bâtiment voyageurs, avec guichets, ouvert tous les jours.

### Desserte
- Ligne Ōmura :
  - voie 1 : direction Hakata (services Huis Ten Bosch)
  - voie 2 : direction Sasebo ou Nagasaki